# Andrea Nucita
Andrea Nucita (Catania, 2 ottobre 1989) è un pilota di rally italiano, che corre per il team Peugeot Italia, con il quale nel 2021 è stato campione italiano rally 2RM su Peugeot 208 Rally4.

## Carriera
Alla sua prima partecipazione al Campionato Italiano Rally 2011, finisce secondo nella categoria Junior, piazzandosi a fine stagione 10º assoluto. L'anno seguente si laurea Campione Italiano Junior, finendo 8º assoluto. Nel 2013 vince il Campionato Italiano Produzione, terminando il campionato al 5º posto. L'anno dopo termina il campionato al 6º posto. Nel 2017 fa ritorno nel campionato, arrivando a fine stagione 6º assoluto.
Nel 2015 debutta nel WRC disputando il Rally del Portogallo a bordo di una Subaru Impreza e ottenendo la vittoria nel Gruppo N.
Al Campionato Italiano Rally 2018 vince il Rally Targa Florio.
Nel dicembre 2019 si piazza al terzo posto al Monza Rally Show e vince Abarth Rally Cup all'interno del European Rally Championship. Nel 2020 vince la Acisport Rally Cup Italia e prende parte al rally di Monte Carlo 2020 su una Hyundai i20 R5, ma a causa di un incidente danneggia la sospensione sinistra ed è costretto al ritiro. Nel 2021 corre come pilota ufficiale per conto del team Peugeot Italia con la Peugeot 208 Rally4, vincendo il Campionato Italiano 2RM.

## Palmarès
- Rally Targa Florio: 1

2018 su Hyundai i20 R5

## Risultati nel mondiale rally

### WRC
| 2015 | Scuderia | Vettura                |  |  |  |  |    |  |  |  |  |  |  |  |  |  |  |  | Punti | Pos. |
| ---- | -------- | ---------------------- |  |  |  |  | -- |  |  |  |  |  |  |  |  |  |  |  | ----- | ---- |
| 2015 |          | Subaru Impreza STi N14 |  |  |  |  | 25 |  |  |  |  |  |  |  |  |  |  |  | 0     |      |

| 2018 | Scuderia | Vettura              |     |  |  |    |  |  |  |  |  |  |  |  |  |  |  |  | Punti | Pos. |
| ---- | -------- | -------------------- | --- |  |  | -- |  |  |  |  |  |  |  |  |  |  |  |  | ----- | ---- |
| 2018 |          | Abarth 124 Rally RGT | Rit |  |  | 21 |  |  |  |  |  |  |  |  |  |  |  |  | 0     |      |

| 2019 | Scuderia | Vettura        |    |  |  |     |  |  |  |  |  |  |  |  |  |  |  |  | Punti | Pos. |
| ---- | -------- | -------------- | -- |  |  | --- |  |  |  |  |  |  |  |  |  |  |  |  | ----- | ---- |
| 2019 |          | Hyundai i20 R5 | 37 |  |  | Rit |  |  |  |  |  |  |  |  |  |  |  |  | 0     |      |

| 2020 | Scuderia | Vettura        |     |  |  |  |  |  |  |  |  |  |  |  |  |  |  |  | Punti | Pos. |
| ---- | -------- | -------------- | --- |  |  |  |  |  |  |  |  |  |  |  |  |  |  |  | ----- | ---- |
| 2020 |          | Hyundai i20 R5 | Rit |  |  |  |  |  |  |  |  |  |  |  |  |  |  |  | 0     |      |

### WRC-3
| 2020 | Scuderia | Vettura        |     |  |  |  |  |  |  |  |  |  |  |  |  |  |  |  | Punti | Pos. |
| ---- | -------- | -------------- | --- |  |  |  |  |  |  |  |  |  |  |  |  |  |  |  | ----- | ---- |
| 2020 |          | Hyundai i20 R5 | Rit |  |  |  |  |  |  |  |  |  |  |  |  |  |  |  | 0     |      |